# J-Ax
J-Ax, parfois typographié J Ax, de son vrai nom Alessandro Aleotti, né le 5 août 1972 à Milan, en Lombardie, est un chanteur et rappeur italien. Il est l'ancien chanteur du groupe rap Articolo 31 avec son DJ Luca Perrini (DJ Jad). Il est le frère de Grido, ex du groupe Gemelli Diversi. En 2013, il devient l'un des coachs de The Voice of Italy, sur la chaîne de télé italienne Rai 2. La gagnante de la saison 2014 est d'ailleurs une chanteuse de son groupe, Cristina Scuccia.

## Biographie

### Articolo 31
Alessandro Aleotti commence à écrire des textes rap et de se consacrer jeune à des freestyle, sous le nom de J-Ax, qui est dérivé de l'abréviation Joker (J) et Alex (Ax)). Avec le groupe Articolo 31, il devient le premier rappeur à réaliser un disque hip-hop en italien. Sa voix est inititalement enregistrée en 1992, dans une publicité pour Fiat Uno Rap Up.
En 1992, le premier single du groupe, Nato per rappare/6 quello che 6 est publié, et suit en 1993 de l'album Strade di città. L'album premier album s'inspire d'une histoire drôle, que J-Ax raconte dans son livre I pensieri di nessuno. En 1994 sort l'album Messa di vespiri, qui contient entre autres une chanson dédiée à la marijuana : Ohi Maria. Avec cette chanson, le duo milanais remporte l'année suivante le prix Un disco per l'estate. Toujours en 1994, J-Ax, le rappeur Space One, et l'écrivain Raptuz TDK, donnent vie au Spaghetti Funk, un collectif originaire de Milan. En 1996, il publie l'album Così com'è, suivi de la tournée Così come siamo à laquelle participent Sherman, Tosca et Francesco Guccini. Articolo 31 remporte six disques de platine avec plus de 600 000 exemplaires vendus. En 1998 sort l'album Nessuno, précédé par le single La fidanzata.

### Carrière solo

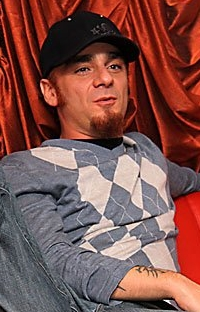
J-Ax en 2006.

En 2006, J-Ax publie son premier album solo, Di sana pianta. L'album, très orienté rock, contient six singles incluant S.N.O.B, Tua mamma, Ti amo o ti ammazzo, Acqua nella scuola, Piccoli per sempre et Escono i pazzi. Le single Ti amo o ti ammazzo est par ailleurs traduit et interprété par J-Ax en espagnol sous le nom Te amo o te mato. Cet album va dans le prolongement des thèmes utilisés par Articolo 31 à savoir l'amour (Ti amo o ti ammazzo), la dénonciation de la société (S.N.O.B, Tua mamma) ou encore la protection des immigrés (Escono i pazzi, Fumo Ancora).
En 2007 il réalise avec The Styles le single Più Style avec lequel il gagne un MTV Europe Music Award dans la catégorie « meilleur artiste italien ». La même année, il réalise, avec bon nombre de membres de la SF (Spaghetti Funk, crew créé par lui-même du temps d'Articolo 31 dans les années 1990), le titre SNOB reload. Sont présents à ce rassemblement : J-Ax, Space One, Gue Pequeno, Jake la Furia, Marracash, Don Joe et Fabio B. Toujours en 2007 il participe au MTV Day avec DJ Jad et ils reforment ainsi leur groupe le temps d'une journée. J-Ax ne sort aucun album en 2007 donc, mais participe à plusieurs projets, comme en 2008. Il chante ainsi dans Amici un cazzo de Space One avec les Gemelli Diversi, Come noi de Pino Scotto et Fattore wow avec Marracash et Gue Pequeno. Il écrit enfin trois chansons cette année-là : Uno di noi, un remerciement à ces fans, Limonare al multisala, bande son du film Ti stramo et I vecchietti fanno oh, premier single de son prochain album.

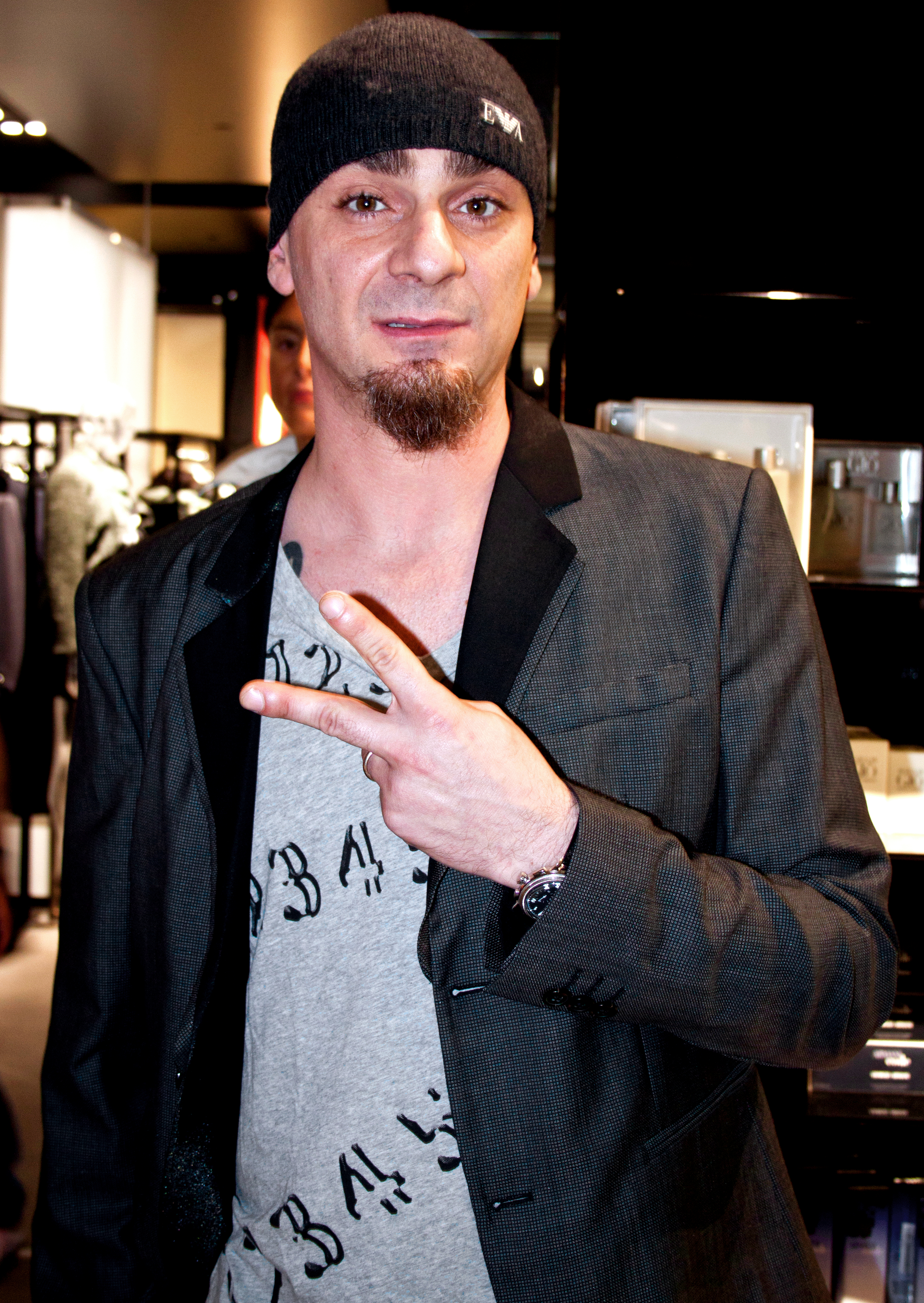
J-Ax en 2009.

En 2009, J-Ax lance un projet : sortir deux albums dans l'année. Le premier, Rap N' Roll est publié en fin janvier. En plus de I vecchietti fanno oh, il extrait trois singles incluant Aumentaci le dosi, 3 paperelle et Rap N Roll. Sur cet album, il fait participer Space One, DJ Zak, Gue Pequeno, Irene Viboras, Fabio B et Guido Style, avec qui il travaille depuis Piu Style. En été 2009, il publie son troisième album solo, Deca dance. Considéré comme meilleur que Rap N' Roll pour la plupart des fans, J-Ax rend hommage à la musique house dans cet album avec notamment le single Deca Dance tout en tenant à s'expliquer avec ceux qui l'ont traité de vendu dans Come un sasso ou Vendesi idolo. Il montre également qu'il n'a pas perdu son sens de l'humour dans I Love Paranoïa, meilleur titre de l'album avec Come un sasso. Pino Daniele, Marracash, Grido et Jovanotti participent à son album ainsi que ses désormais partenaires des Styles. Entre Deca Dance et Rap N' Roll, il compte 100 000 exemplaires vendus, un exploit inattendu tant le piratage est de plus en plus fréquent, surtout que J-Ax ne s'y oppose pas forcément.
J-Ax participe à plusieurs autres titres en 2009. Il collabore ainsi à Il sole dentro di me, un titre de son ami Pino Daniele et Senza Filtro des Gemelli Diversi. Il répond enfin à l'appel de Caparezza et participe au single Domani 24/04/09, dont les ventes sont versées aux sinistrés de la catastrophe des Abruzzes.
Le 29 avril 2011, il publie la chanson Dentro me sur sa chaîne YouTube, dédiée à ses fans. Cette chanson marque son retour en solo. Le 18 mai 2011, il publie un second extrait de son nouvel album à venir, Musica da rabbia, suivi le mois suivant du premier single officiel, Domenica da coma. L'album est publié le 30 août 2011. Pendant ce temps, J-Ax participe à la composition de Le leggende non muoiono mai, une chanson rap rock.

### Collaborations
Dans sa carrière solo, J-Ax a collaboré avec de nombreux grands artistes de la scène de rap italienne, comme Fedez et Fabio Rovazzi avec qui J-Ax a ouvert un album (Communisti col rolex en 2016). Avec Fedez comme chanteur et Rovazzi comme producteur, le trio a fait de nombreuses chansons à succès, comme les tubes d'été Vorrei ma non posto et Senza pagare.

## Discographie

### Albums studio
- 2006 : Di sana pianta
- 2009 : Rap 'n' Roll
- 2009 : Deca Dance
- 2011 : Meglio prima (?)
- 2015 : Il bello d'esser brutti
- 2017 : Comunisti col Rolex (avec Fedez)

### Albums collaboratifs
- 1993 : E' Natale (ma io non ci sto dentro) (avec Articolo 31)
- 1993 : Strade di città (avec Articolo 31)
- 1994 : Messa di vespiri (avec Articolo 31)
- 1996 : Così com'è (avec Articolo 31)
- 1998 : Nessuno (avec Articolo 31)
- 1999 : Xché sì (avec Articolo 31)
- 2000 : Greatest Hits (avec Articolo 31)
- 2002 : Domani smetto (avec Articolo 31)
- 2003 : Italiano medio (avec Articolo 31)
- 2004 : La riconquista del forum (avec Articolo 31)

### Singles
- 2006 : S.N.O.B. (Senza Nessun Obbligo Baciaculistico)
- 2006 : Ti amo o ti ammazzo
- 2006 : Piccoli per sempre
- 2006 : Escono i pazzi
- 2006 : Aqua nella scuola
- 2007 : Tua mamma
- 2007 : Fumo ancora - L'esame della bamba
- 2007 : Quotidiana
- 2007 : Ti amo o ti ammazzo (Te amo o te mato en espanol)
- 2007 : S.N.O.B. reload
- 2007 : + Stile (feat. The Styles)
- 2008 : Come noi (de l'album « Datevi Fuoco » de Pino Scotto)
- 2008 : o Di Noi (feat Spaghetti Funk)
- 2009 : Rap N'Roll (feat Guè Pequeno)
- 2009 : I Vecchietti Fanno oh
- 2009 : Limonare al multisala (feat The Styles)
- 2009 : Aumentaci le dosi
- 2009 : Tre Paperelle (feat Irene Viboras)
- 2009 : Il sole dentro di me (feat Pino Daniele)
- 2009 : Domani 24/04/09
- 2009 : Deca Dance
- 2009 : Anni Amari (feat Pino Daniele)
- 2009 : Immorale

## Récompenses
- 2007 - MTV Europe Music Awards: Best Italian Act

## Film
- Senza Filtro, 2001